# تسلون
تسلون (به انگلیسی: Thessalon) یک منطقهٔ مسکونی در کانادا است که در بخش الگوما واقع شده‌است. تسلون ۱٬۲۷۹ نفر جمعیت دارد.